# Linger (Luxemburg)
Linger (Luxemburgs: Lénger) is een plaats in de gemeente Käerjeng en het kanton Capellen in Luxemburg. Linger telt 579 inwoners (2001).

## Geboren
- Fernande Welter-Klein (1920-1984), keramist

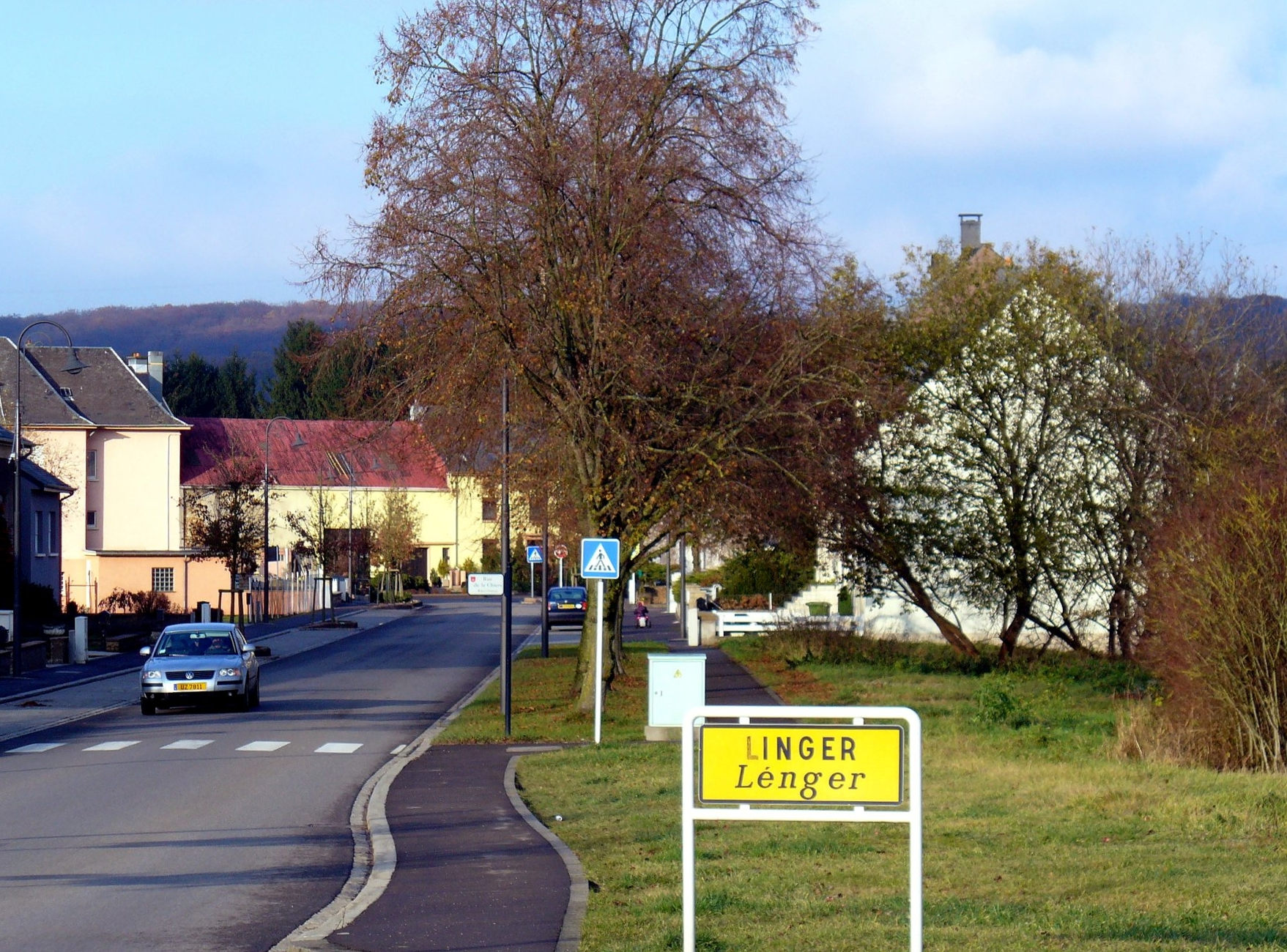
Naambord Linger